# Lisa Fernandez
Lisa Fernandez (Long Beach (Califórnia), 22 de fevereiro de 1971) é uma jogadora de softbol dos Estados Unidos da América. Foi tricampeã olímpica pela equipe estadunidense em Atlanta 1996, Sydney 2000 e Atenas 2004.
Em 1994 foi eleita a "esportista feminina do ano". Além das conquistas em Olimpíadas, foi campeã dos Jogos Pan-Americanos em 1991, 1999 e 2003 e tetracampeã mundial em 1990, 1994, 1998 e 2002.